# Alice in Wonderland (1915)
Alice in Wonderland ist ein US-amerikanischer Film von W. W. Young aus dem Jahre 1915, in dem Motive und Episoden aus Lewis Carrolls gleichnamiger Erzählung umgesetzt wurden.

## Handlung
Während eines Spaziergangs schläft das Mädchen Alice auf einer Wiese ein, während ihr ihre ältere Schwester aus einem Buch vorliest. In ihrem Traum folgt Alice einem großen, weißen Kaninchen in das „Wunderland“, in den sie auf seltsame Gestalten trifft und zahlreiche Abenteuer erlebt. 
Eine Maus führt Alice zu der Versammlung der Tiere, doch verschreckt Alice alle Tiere mit ihrer ungeschickten Rede. Sie trifft dann das weiße Kaninchen wieder, dem sie in sein für Alice viel zu kleines Haus folgt. In der folgenden Episode begegnet Alice, nun auf Daumengröße geschrumpft, einer Wasserpfeife rauchenden Raupe, die auf einem Pilz sitzt. 
Nachdem sie wieder ihre richtige Größe zurückerhalten hat, besucht sie die Herzogin, deren Baby sich in Alices Obhut in ein Ferkel verwandelt. Auf ihrem weiteren Weg trifft Alice die Grinsekatze (Cheshire Cat) sowie die Herzkönigin, die im Garten ihres Palastes ein bizarres Croquet-Spiel veranstaltet. Die Königin führt Alice zu einem Greifen, der sie am Strand mit der Suppenschildkröte (Mock Turtle) bekanntmacht.
Nach einer Vorführung eines Hummerballetts wird Alice zusammen mit den anderen Tieren zu einer Gerichtsverhandlung einberufen, in der der Diebstahl eines Kuchens geklärt werden soll. Als Alice in den Zeugenstand berufen wird, rebelliert sie gegen den Herz-König und die Herz-Königin. Daraufhin erwacht Alice aus ihrem Traum.

## Hintergrund
Der Film basiert auf Lewis Carrolls Kinderbuchklassikern Alice im Wunderland und Alice hinter den Spiegeln. Er ist die dritte Verfilmung von Alice im Wunderland und mit einer restaurierten Laufzeit von 52 Minuten der erste Langfilm basierend auf dem Buch. Heute gibt es noch zwei bekannte Kopien des Films, der ursprünglich auf sechs Spulen lagerte. Mehrere Szenen, unter anderem die mit den Zwillingen Tweedledum und Tweedledee aus Alice hinter den Spiegeln, fehlen, die Länge der noch erhaltenen Kopien beläuft sich jeweils auf etwa 40 Minuten. 
Der Film wurde, bis auf eine Szene, die an einem Strand bei Cape Ann gedreht wurde, auf einem Grundstück in Long Island gedreht. Bemerkenswert ist das Kostümdesign: Die Schauspieler tragen in Anlehnung an die Illustrationen von John Tenniel übergroße Pappmaché-Köpfe und fantasievolle Kostüme. Auch die Kulissen wurden mit viel Liebe zum Detail erbaut. 
W. W. Young verzichtete in seinem Film auf Spezialeffekte, wodurch einige Szenen wegfielen. So wechselt Alice zum Beispiel ihre Größe nicht; denn eine glaubhafte Darstellung hiervon zu drehen erschien als zu kompliziert. Einige Szenenwechsel wirken so abrupt und mitunter wenig verständlich. Die gezeigten Einstellungen sind starr, es finden keine Kamerafahrten statt. Viele Szenen sind aus einer größeren Entfernung aufgenommen. 
Der Film hatte am 19. Januar 1915 Premiere. Wiederaufführungen des Films sind aus den Jahren 1921 und 1924 bekannt.

## Kritiken
Die New York Times beschrieb Youngs Version von Alice in Wonderland anlässlich einer Wiederaufführung im Frühjahr 1921 als einen für Kinder sehr unterhaltsamen Film, der von W. W. Young kunstvoll gestaltet wurde. Zwar sei der Film nicht so tiefsinnig wie die Romanvorlage, doch können sich auch Erwachsene an ihm erfreuen.
Hal Erickson, ein Rezensent des All Movie Guide, kritisierte Youngs oberflächliche Regieführung als die einzige Schwäche des Films.